# Juliette Dubois
Pour les articles homonymes, voir Dubois.
Juliette Dubois dite Yvette, née le 11 novembre 1911 à Dijon (Côte-d'Or) et morte le 21 décembre 1990 à Saint-Cloud (Hauts-de-Seine), est une femme politique française. Secrétaire fédérale de Côte-d'Or et membre du comité central du Parti communiste français, elle est conseillère de la République.

## Biographie
Juliette Dubois, employée des chèques postaux, adhère au Parti communiste en 1936 et organise l'Union des jeunes filles de France dans la Côte-d'Or.
Elle prend part activement à la Résistance dans son département, puis en Saône-et-Loire et dans l'Yonne. Elle est arrêtée à Lyon en novembre 1941, incarcérée dans plusieurs prisons françaises avant d'être déportée à Ravensbrück le 30 mai 1944. À son retour en France, elle reçoit la médaille de la Résistance française avec rosette.
Juliette Dubois est candidate aux élections en Côte-d'Or en 1946 au Conseil de la République. Secrétaire fédérale du PCF, membre du comité central (suppléante de 1945 à 1956, titulaire de 1956 à 1964), elle est la première sénatrice (élue par l'Assemblée nationale pour succéder à Jean-Richard Bloch, décédé) de Côte-d'Or (1947-1948).
Elle est conseillère municipale de Dijon de 1946 à 1953, puis de Nanterre de 1959 à 1983, et conseillère générale du canton de Nanterre-Nord de 1967 à 1976.
Elle épouse le cadre du PCF Gaston Plissonnier en juillet 1954.
Elle est inhumée au cimetière du Père-Lachaise (division 97), dans le tombeau du comité national du Parti communiste français.

## Distinctions
- Médaille de la Résistance française avec rosette.

## Hommages
Une allée de Dijon, et un square à Nanterre portent son nom.